# Józef Kobiałko

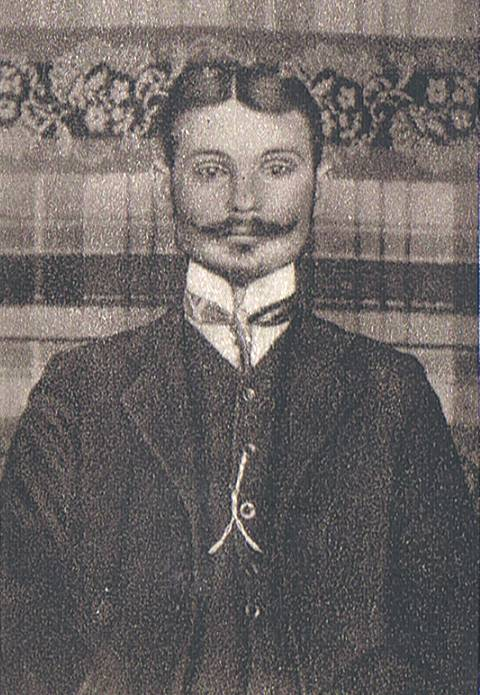
Józef Kobiałko Walek w 1909 r. według Kalendarza Robotniczego 1911

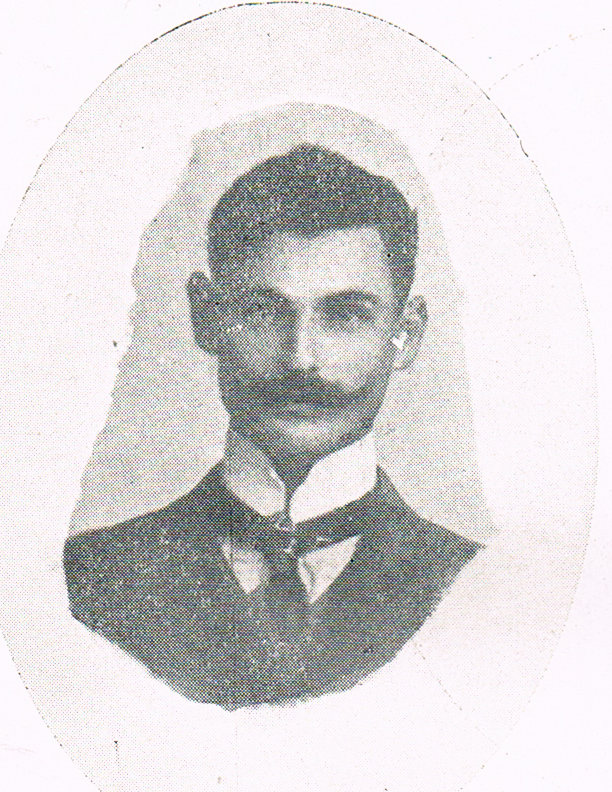
Józef Kobiałko w okresie I wojny światowej

Józef Kobiałko ps. Franciszek, Kazimierz, Walek (ur. 20 października 1884 w Goryniu, zm. 12 listopada 1941 w KL Auschwitz) – działacz socjalistyczny i niepodległościowy, członek Organizacji Bojowej PPS, kawaler Orderu Virtuti Militari, zastępca senatora wybrany w 1935 w województwie lubelskim.

## Życiorys

### W Organizacji Bojowej PPS
Po ukończeniu trzech klas szkoły rzemieślniczej w Radomiu, pracował jako szewc. W 1904 wstąpił do Polskiej Partii Socjalistycznej. Uczestniczył w demonstracjach PPS przeciw mobilizacji w związku z wojną rosyjsko–japońską.
Od połowy 1905, był członkiem Organizacji Bojowej PPS, uczestniczył w zamachach na szczególnie okrutnych strażników więziennych. Od 1906, był instruktorem bojowym w Kielcach, Siedlcach, Lublinie i Puławach. Na początku 1907 aresztowany w trakcie odwrotu z akcji w Puławach, pod nazwiskiem „Stanisław Sawicki”. Zbiegł z aresztu po czterech  miesiącach. Nadal działał w OB PPS, uczestniczył m.in. w odbiciu Bolesławy Nawrot skazanej na katorgę. W 1908, został instruktorem bojowym w Zagłębiu Dąbrowskim, gdzie uczestniczył w kilkudziesięciu akcjach ekspropriacyjnych na pociągi, poczty i urzędy gminne, oraz akcjach przeciw agentom i prowokatorom. Zagrożony po zdradzie prowokatora Taranowicza, opuścił Królestwo i wyjechał do Krakowa.
Z terenu Galicji, uczestniczył w wypadach do Królestwa. M.in. brał udział w napadzie na furgon pocztowy pod Cekowem (18 lipca 1908) oraz wraz z Józefem Piłsudskim, Walerym Sławkiem, Tomaszem Arciszewskim i Aleksandrem Prystorem w słynnej akcji pod Bezdanami (26 września 1908 r.).
W 1909 ukończył w Krakowie „szkołę bombistów”, zaś w 1910 znów brał udział w akcjach Organizacji Bojowej PPS na terenie Królestwa. Uczestniczył m.in. wraz Władysławem Bartniakiem w zamachu na naczelnika straży ziemskiej powiatu błońskiego kapitana Iwana Aleksandrowa słynącego od trzech lat z okrucieństwa i stosowania tortur wobec aresztowanych. Ranny w czasie zamachu, uciekł do Galicji. W 1910 uczestniczy w ostatniej akcji OB PPS na pocztę pod Turkiem, gdzie skonfiskowano 40 tys. rubli. 
Aleksy Rżewski charakteryzuje go jako: 

Niskiego wzrostu, o twarzy bladej, uduchowionej. Cichy, skromny, małomówny, nie znający potrzeb osobistych, gdyż życie całe wypełniała mu Sprawa, jest jak gdyby uosobieniem dobroci i pogody charakteru. W ciągu całej swojej działalności nie splamił się nigdy żadnym czynem nieszlachetnym. Etycznie czysty, był surowym dla tych, którzy postępowaniem plamili honor i godność bojowca

### W Legionach i POW
Po kuracji w Zakopanem, powrócił do Krakowa, gdzie pracował jako elektromonter. Wstąpił do Sekcji Robotniczej Związku Walki Czynnej, oraz uczestniczył w organizacji drużyn strzeleckich. Po wybuchu I wojny światowej wstąpił do 1 pułku piechoty Legionów Polskich. W listopadzie 1914, wraz z Janem Bielawskim „Mikitą”, został przydzielony do "oddziału beków" porucznika Tomasza Arciszewskiego przeznaczonego do prac wywiadowczo-konspiracyjnych. Wraz z Tomaszem Arciszewskim i Janem Bielawskim został następnie odkomenderowany na początku listopada 1914 do tworzenia wyodrębnionego z POW Oddziału Lotnego Wojsk Polskich do Warszawy. Początkowo jako zastępca, zaś od lutego 1915, dowódca Centralnego Oddziału Lotnego, przeprowadził szereg akcji bojowych. 
W drugiej połowie 1915, powrócił do Legionów, gdzie służył do kryzysu przysięgowego w 1917. Następnie działał w POW i Pogotowiu Bojowym PPS. W styczniu 1918, został członkiem Centralnego Wydziału Pogotowia Bojowego PPS.

### W niepodległej Polsce
W listopadzie 1918 organizował Milicję Ludową PPS w Lublinie i uczestniczył w akcji rozbrajania okupantów. Po upaństwowieniu Milicji był szefem jej Oddziału Wywiadowczego. We współpracy z Marianem Malinowskim i Marianem Buczkiem zaopatrywał milicjantów w broń ze składów wojskowych w Lublinie. W wyborach parlamentarnych w 1919, bezskutecznie kandydował z listy PPS do Sejmu Ustawodawczego. Był wówczas członkiem Okręgowego Komitetu Robotniczego Polskiej Partii Socjalistycznej w Lublinie.
Władysław Uziembło ówczesny przewodniczący OKR PPS w Lublinie i wiceprezydent Lublina, w swoich wspomnieniach, określał Kobiałkę, jako prawą rękę lidera lubelskiej PPS, Mariana Malinowskiego „Wojtka”. Według tej relacji o czasach wojennych:

Z zawodu szewc, bez elementarnych umiejętności pisania lub czytania, był jednak Kobiałko sprytnym konspiratorem oraz organizatorem i wykonawcą napadów zbrojnych zleconych mu przez Wojtka. Miał też stale do dyspozycji chłopców z gorącym temperamentem, nie rozstających się z rewolwerem".

 Uziembło oskarżał Kobiałkę o organizowanie napadów już po 1919, m.in. na kasjera fabryki w Niekłaniu prawdopodobnie na polecenie Malinowskiego. Informacja ta jednak nie została nigdzie potwierdzona.
Po likwidacji Milicji Ludowej przeszedł do wojska. W czasie wojny polsko–bolszewickiej organizował oddziały dywersyjne na froncie. Od jesieni 1920 szkolił ochotników do udziału do walk na Śląsku. Po wybuchu III powstania śląskiego w 1921. trafił do jednostki dywersyjnej „Wawelberg”, jako zastępca por. Tadeusza Puszczyńskiego „Konrada Wawelberga”.
Po wojnie pracował jako kontroler w Kasie Chorych w Lublinie. Był członkiem PPS oraz członkiem Zarządu lubelskiego koła Stowarzyszenia b. Więźniów Politycznych. W 1937 był I wiceprezesem Zarządu Oddziału Lubelskiego Związku Legionistów Polskich.
Tuż przed wybuchem wojny 1939, uczestniczył w kursach dywersyjnych dla byłych działaczy OB PPS organizowanych przez Oddział II Sztabu Generalnego WP.

### Wojna i konspiracja
Po rozpoczęciu okupacji niemieckiej czynny w PPS–WRN oraz Gwardii Ludowej WRN. Aresztowany wraz z grupą byłych członków POW wskutek donosu w czerwcu 1941. Po dwóch tygodniach śledztwa na Zamku w Lublinie, został przewieziony do niemieckiego obozu koncentracyjnego Auschwitz, gdzie 12 listopada 1941 został rozstrzelany.

## Ordery i odznaczenia
- Krzyż Srebrny Orderu Wojskowego Virtuti Militari nr 7222 (17 maja 1922)[9]
- Krzyż Niepodległości z Mieczami (19 grudnia 1930)[10]
- Krzyż Kawalerski Orderu Odrodzenia Polski (10 listopada 1928)[11]
- Krzyż Walecznych (trzykrotnie: po raz trzeci za służbę w POW w b. zaborze austriackim i b. okupacji austriackiej[12])